# Накбе
Накбе (ісп. Nakbe) — руїни міста цивілізації мая в департаменті Петен (Гватемала). Назва з юкатецької мови перекладається як «Біля дороги». Вважається одним з найдавніших міст мая.

## Історія
Територія на місці Накбе було заселено племенами мая у середині II тисячоліття до н. е. Близько 1400 року до н. е. утворилось городище (початок докласичного періоду), стародавня назва Накбе досі невідома. Тоді кількість містян становила близько 500—1000 осіб. До 600 року до н. е. являє собою дворівневе общинне об'єднання (близьке до протодержави).
У середині докласичного періоду почалося піднесення Накбе, яке сягає розквіту у III—II ст. до н. е. При цьому сформувалися основи державних інституцій. Того часу владу правителів цього міста визнали усі держави північного Петену, зокрема басейну Мірадор. Велика кількість морських раковин (Strombus fugilis) свідчить про зв'язки Накбе з узбережжям Карибського моря. Також з гірської Гватемали доставлявся обсидіан. Археологічні дослідження вказують на розвиток практики зубної інкрустації і деформації черепа, властивої знаті в Мезоамериці у більш пізні періоди.
Наприкінці II століття до н. е. почалося поступове послаблення держави з піднесенням сусідніх міст-держав. У середині I ст. до н. е. визнало зверхність колишнього васала Ель-Мірадора. Для підтримання з останнім постійних зв'язків прокладена велика дорога-сакбе.
До 200—250 років н. е. Накбе втратило своє значення: скоротилося монументальне будівництво, місто спорожніло, хоча і не було залишено остаточно. Причини цього явища не ясні до цих пір, але можливо, що чималу роль в цьому зіграли сусідні міста-держави — Йашмутуль і Уашактун, Ц'ібанче. Деякі дослідники пов'язують з Накбе появу правлячої династії Канульського і Мутульського царств.

## Опис
Розташовано в басейні Мірадор, на відстані 13 км від руїн Ель-Мірадора в північному Петені.

### Архітектура
Усі будови розміщені на узвишші пагорбу. Натепер виявлено більш ніж 150 будов різного розміру.
На рубежі IX-VIII ст. до н. е. поселення займало близько 50 га. Складалося з невеликих споруд з легких матеріалів, зведених на платформах заввишки до 2 м, розташованих навколо центральної площі. У період 600—400 років до н. е. почалося швидке спорудження монументальної архітектури і сформувався образ центру, який проіснував до початку нашої ери.
Основу становлять Західна і Східна групи. Ядро міста з усіх боків було оточене житловими районами. Найчастіше будинки знаходилися на платформах-основах. Іноді серед них зустрічаються більш вражаючі ансамблі, в яких жила знать, — на високих стилобатах і з пірамідальними храмами.
Спочатку формувалася Східна група. З близько 600 року до н. е. зазнало значної реконструкції. Десь наприкінці VII—VI ст. до н. е. колишні оселі були поховані під шаром каміння і забруковані саскабом (земля з вапняком, яку використовували мая для будівництва і вироблення вапна). На їх місці споруджено церемоніальні споруди.
Над Будовою 51 (колишня резиденція голови громади) була збудована довгаста платформа. На захід від неї з'явилася велика піраміда (Будова 47). З півночі та півдня стояли невеликі споруди (Будови 49 і 53), утворюючи замкнуту площу. Вважається раннім варіантом «Е-групи» (піраміди на заході і довгою платформи на сході), яка мала важливе ритуально-астрономічне значення. У IV ст. до н. е. Будова 47 височіла над рівнем платформи на 18 м, Будова 51 — на 14 м, Будова 49 — на 8 м. Загалом ця тріадова піраміда з храмом була 30,48 м заввишки. На південь від «Е-групи» в V або IV ст. до н. е. був споруджений майданчик для гри в м'яч («Комплекс 75»), який є найдавнішим у Месоамериці.
Західна група було побудована між 600 і 450 роками до н. е., коли споруджено масивну платформу, що служила основою для всіх наступних конструкцій. Активне будівництво відзначено в комплексі 1 і 18. Фактично вони складають єдиний архітектурний ансамбль, оскільки їх розділяє лише вузький прохід.
Центральна площа розташовувалася на північ від Комплексу 18. На північному краю площі знаходилася піраміда 27, що була 24 м заввишки, з невеликим однокімнатним храмом на вершині. Сходи, що ведуть на верхній рівень піраміди, були прикрашені 2 скульптурними масками.
У III—II століття до н. е. Комплекс 1 був головним церемоніальним ядром Накбе і являв собою масивну платформу з розташованими нагорі будівлями, зокрема з пірамідальним храмом заввишки 45,72 м (Будова 1), який є найвищим у городищі. Храм було прикрашено великими скульптурними масками, одна з яких збереглася на північному фасаді, має розмір 11×5 м. Вважається, що вона зображує «Верховне божество-птаха», якого традиційно ототожнюють з Вукуб-Какішем з «Пополь-Вух». Поруч розташовані інші піраміди (Будови 13, 27 і 59) з тріадовими храмами на вершині.
Комплекс 18 був резиденцією еліти і адміністративним центром поселення. Його первісна версія являла собою штучну платформу з глини розміром 100×75 м з опорними стінами з каменю. У ході подальших перебудов вона збільшилася в розмірах і до IV—III ст. до н. е. досягла 6 м заввишки. Корпус платформи складався з 4 східчастих терас, доступ здійснювався по заштукатуреним сходам. На верхньому майданчику навколо внутрішнього двору розташовувалося 6 довгих невисоких будівель «палацового» типу — Будови 14-19. Південний бік займали Будови 18 і 19, які були поєднані перемичкою і представляли єдиний ансамбль.
Великий архітектурний комплекс «Кодекс» знаходиться на північному заході від Західної групи, приєднуючись до дороги, що веде в Ель-Мірадор.
У 300—200 роках до н. е. Східна і Західна групи набули різні функції. Якщо раніше в Східній групі розташовувалися житлові споруди, то тепер вона набула функції церемоніального комплексу, а місце проживання володарів переміщається в Західну групу. Водночас обидві групи з'єднуються сакбе завдовжки 500 м, заввишки від 4 м і завширшки 24 м.
Рисою, притаманною Накбе, є присутність землеробських терас, що межують з центральною частиною. Одна з них була пов'язана безпосередньо з Комплексом 18, інша — з Будовою 31. Родючий ґрунт для терас було принесено з навколишніх боліт.

### Скульптура
Спочатку стели встановлювалися в області Східної групи. Близько VI ст. до н. е. перед Будовою 51 було споруджено кам'яний вівтар (відомий тепер як вівтар 4). Він є найранішим прикладом монументальної скульптури в низинах мая.
Стела перед будовою 52 (площа Східної групи) є першою відомою стелою в Петені. Дата її створення близько 400 року до н. е. Вона була розбита на 45 фрагментів, які вченим вдалося зібрати та поєднати. Завдяки цьому вдалося встановити розміри цієї стели, що складають 3,5×1,8 м. На ній зображені два чоловіки обличчям один до одного, що одягнені в практично ідентичні костюми — прототипи царських шат класичного періоду, зокрема складну корону, спідницю і пояс з маскою божества і кельтами-підвісками. Один з двох вказує вгору вказівним пальцем на безтілесний профіль голови, який у свою чергу слабо приєднався до головного убору іншого. Вчені вважають, що це найбільш раннє зображення мотиву передачі влади від одного володаря до іншого. Інший варіант — представлено героїв-близнюків Хун-Ахпу і Шбаланке з Пополь-Вух.
Особливість масок з Накбе (прикрашали стіни храмів) полягала в тому, що їх основи були зроблені з каменю та потім вкриті стукко, в той час як в інших центрах вони ліпилися цілком зі стукко.
Виявлені численні прикладі дрібної пластики із глини, насамперед фігурки людей і тварин. Крім того, аналогічні вироби здійснювалися в Накбе з мушель молюсків.

### Кераміка
Розповсюдження керамічних виробів почалося з середини докласичного періоду. Найбільш характерними є широкий спектр монохромних посудин (червоні, чорні, кремові), різнокольорові кулі, поліхромні миски, вузькогорлі вази (без ручок) з великими і широкими смугами.

## Історія досліджень
Городище було виявлено під час аеророзвідки Північного Петена в 1930 році представниками університету Пенсильванії. У 1962 році Ієн Грехем провів його попереднє обстеження. Саме він дав цій археологічній пам'ятці сучасну назву.
З 1989 року тут ведуться масштабні розкопки фахівцями Каліфорнійського університету (США) під керівництвом Річарда Хансена. У 1990-х до них приєдналися археологи з Інституту антропології та історії Гватемали.